# Bitúriges viviscs
Els bitúriges viviscs (en llatí Bituriges Vivisci) eren un grup dels gals bitúriges. El riu Garona dividia els bitúriges: al nord els sàntons i al sud els Iosci o Vivisci. Però una part dels bitúriges es va establir entre els aquitans i es va barrejar amb ells i es van dir bitúriges viviscs. La seva capital era Burdígala (actual Bordeus). Claudi Ptolemeu esmenta una segona ciutat de nom Noviomagus, de situació desconeguda.
Juli Cèsar no els menciona. Plini el Vell els anomena "Bituriges liberi cognomine Vivisci" i Claudi Ptolemeu "Βιτούργες οἱ Οὐιβίσκοι" (Bitúrges hoi Ouibískoi). El seu territori era equivalent a l'antiga diòcesi de Bordeus, i el que avui és el departament de Gironda. El vi de Bordeus era apreciat ja en època romana.